# 日産・NV200 (コンセプトカー)
NV200（エヌブイニイマルマル）は2007年に公開された日産自動車のコンセプトカーである。

## 概要
2007年の第40回東京モーターショーにおいて初公開された4ナンバーサイズの商用車で、生物学者、ダイバーのアレックス・マスターの経験をもとに欧州と日本のデザインセンター共同でデザインされた。
カスタマイズド・カートリッジと称する伸縮式カーゴスペースは、荷室部分に格納されているカートリッジを停車時に車両の外に延長できる。助手席を後部にスライドさせると、カートリッジ伸縮後の車内は折りたたみ式サテライトデスクを備えたコンピュータルームとして利用することができる。インテリアは防水加工が施されている。
2009年にNV200コンセプトのデザインをベースとした「NV200バネット」が発売された。

## 車名の由来
「NV」は「Next generation commercial Vehicle」の略。